# Bylaw (EP)
 (novembre 2018).
Si vous disposez d'ouvrages ou d'articles de référence ou si vous connaissez des sites web de qualité traitant du thème abordé ici, merci de compléter l'article en donnant les références utiles à sa vérifiabilité et en les liant à la section « Notes et références ».
Albums de Martin Garrix
Seven
(2016)
Singles
1. Breach (Walk Alone)
Sortie : 15 octobre 2018
2. Yottabyte
Sortie : 16 octobre 2018
3. Latency
Sortie : 17 octobre 2018
4. Access
Sortie : 18 octobre 2018
5. Waiting For Tomorrow
Sortie : 19 octobre 2018

Bylaw est le quatrième extended play (EP) du DJ Martin Garrix. L'EP est sorti le 19 octobre 2018 en téléchargement numérique sur iTunes. Il comprend cinq titres dévoilés, un par un, chaque jour entre le 15 et le 19 octobre 2018.

## Liste des pistes
Toutes les pistes sont écrites et composées par Martin Garrix.
| Téléchargement numérique – EP | Téléchargement numérique – EP                                     | Téléchargement numérique – EP                                     | Téléchargement numérique – EP   | Téléchargement numérique – EP | Téléchargement numérique – EP | Téléchargement numérique – EP | Téléchargement numérique – EP | Téléchargement numérique – EP | Téléchargement numérique – EP |
| No                            | Titre                                                             | Auteur                                                            | Producteur(s)                   | Durée                         |                               |                               |                               |                               |                               |
| ----------------------------- | ----------------------------------------------------------------- | ----------------------------------------------------------------- | ------------------------------- | ----------------------------- | ----------------------------- | ----------------------------- | ----------------------------- | ----------------------------- | ----------------------------- |
| 1.                            | Breach (Walk Alone) (avec Blinders)                               | - Martin Garrix - Mateusz Owsiak - Ilsey Juber - Dewaine Whitmore | - Martin Garrix - Blinders      | 2:58                          |                               |                               |                               |                               |                               |
| 2.                            | Yottabyte                                                         | - Martin Garrix - Frank van Essen                                 | Martin Garrix                   | 3:30                          |                               |                               |                               |                               |                               |
| 3.                            | Latency (avec Dyro)                                               | - Martin Garrix - Jordy van Egmond                                | - Martin Garrix - Dyro          | 3:24                          |                               |                               |                               |                               |                               |
| 4.                            | Access                                                            | Martin Garrix                                                     | Martin Garrix                   | 3:15                          |                               |                               |                               |                               |                               |
| 5.                            | Waiting For Tomorrow (en), (avec Pierce Fulton feat Mike Shinoda) | - Martin Garrix - Pierce Fulton - Mike Shinoda - Brad Delson      | - Martin Garrix - Pierce Fulton | 4:07                          |                               |                               |                               |                               |                               |
| 17:14                         |                                                                   |                                                                   |                                 |                               |                               |                               |                               |                               |                               |

## Classement
| Classement (2018)                        | Meilleure position |
| ---------------------------------------- | ------------------ |
| États-Unis (Top Dance/Electronic Albums) | 19                 |
| Pays-Bas (Mega Album Top 100)            | 13                 |

## Historique de sortie
| Region | Date            | Format                   | Label       |
| ------ | --------------- | ------------------------ | ----------- |
| Monde  | 19 octobre 2018 | Téléchargement numérique | Stmpd Rcrds |